# Психологическа оценка
Психологическата оценка е изследване на душевното здраве на личността, правено от специалисти като психолози например. Психологическата оценка може да доведе до поставяне на диагноза за душевна болест. Тя е душевният еквивалент на физическия преглед.

## Методология
Психологът започва да задава въпроси на човека, който е оценяван, но това не е задължително. В психологическите оценки прилагането на стандартизирани психологически тестове от психолога са често компонент на оценката.

## Ситуации, които изискват психологическа оценка
Това могат да бъдат най-различни работи от рода на работа, изискваща носене и употреба на огнестрелно оръжие, работа, засягащата държавната сигурност, работа с опасни химикали или радиоктивни елементи. Също така и към всеки съд си има психолог и психиатър, чиято работа е да оцени дали подсъдимия е вменяем.